# DEHOMAG
Die DEHOMAG (Deutsche Hollerith-Maschinen Gesellschaft mbH) war Hersteller und Vermieter von elektromechanischen Maschinen zum Be- und Verarbeiten von Lochkarten.

## Gründung 1910
Die Deutsche Hollerith-Maschinen Gesellschaft mbH wurde am 30. November 1910 von Willy Heidinger in Berlin gegründet. Die Gesellschaft war Lizenznehmerin der The Tabulating Machine Company, ab 1924 umbenannt in IBM. Sie verkaufte in Deutschland die von dem US-Amerikaner Herman Hollerith erfundene Lochkarte (Punched Card) und vermietete die erforderlichen Lochkartenlocher, Lochkartensortierer und Tabelliermaschinen. Sein System kam schon ab 1879 bei der Volkszählung in den USA zum Einsatz. Erste Aufträge der DEHOMAG in der Datenverarbeitung waren Volkszählungen verschiedener deutscher Länder, danach kamen Firmen und öffentliche Ämter als Kunden hinzu.

## Übernahme durch C-T-R
1922 hatte die Firma infolge der Deutschen Inflation Lizenzschulden von 450 Milliarden Mark, was 104.000 Dollar entsprach. Es folgte eine 90-prozentige Übernahme durch die Computing Tabulating Recording Corporation (C-T-R), deren Vorstandsvorsitzender Thomas J. Watson war. Die Computing Tabulating Recording Co. ging im Sommer 1911 als Nachfolgegesellschaft aus der Tabulating Machine Company hervor und firmiert seit Februar 1924 unter International Business Machines Corporation (IBM). Bis 1949 war damit IBM in Deutschland direkt durch die Tochtergesellschaft DEHOMAG vertreten, ab 1949 firmierte sie unter IBM Deutschland.
Willy Heidinger wurde 1930 Vorsitzender des Aufsichtsrats und Herman Rottke Vorsitzender der Geschäftsleitung. Beide zeigten sich später als überzeugte Nationalsozialisten.

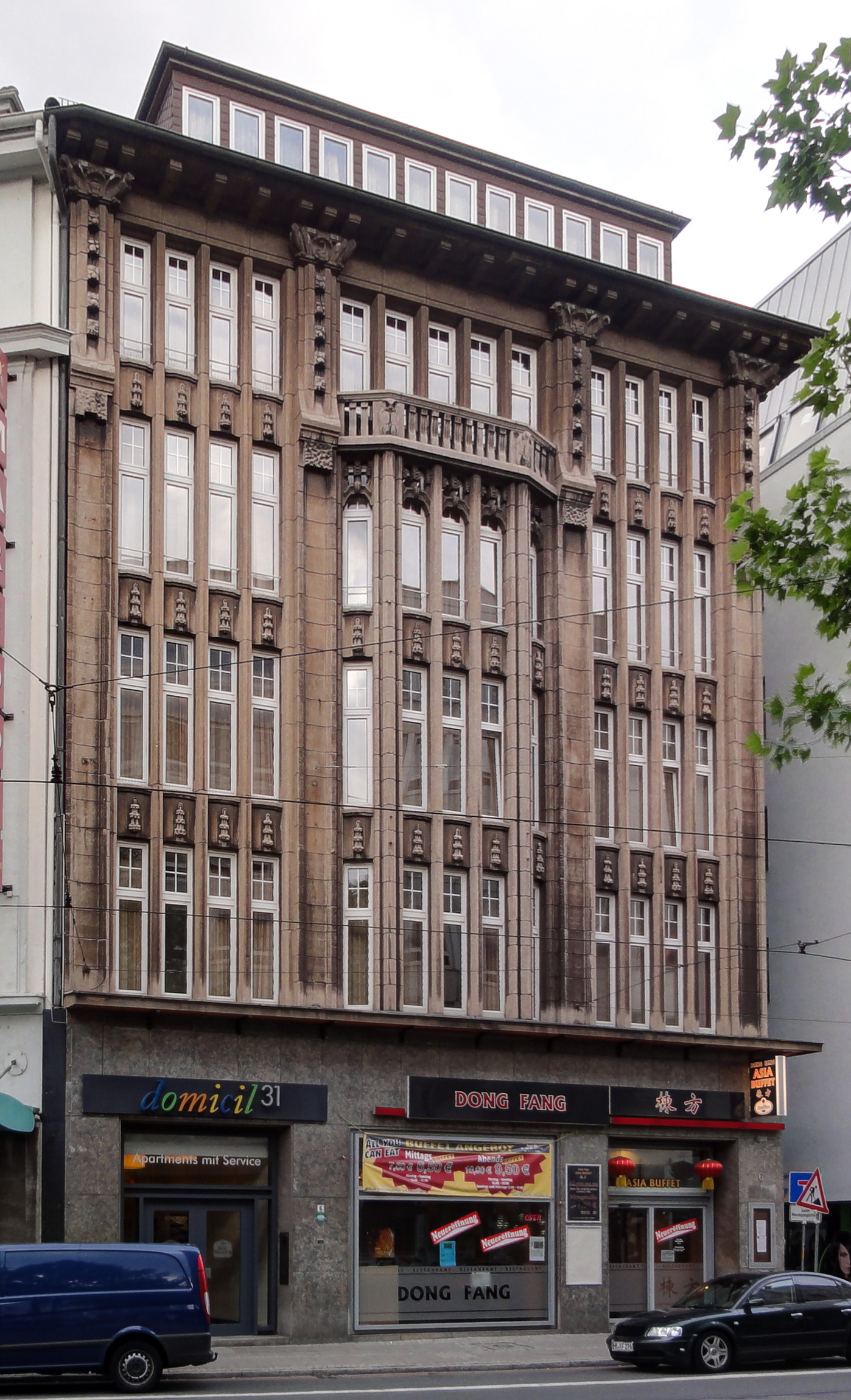
Ehemaliges Bürogebäude der DEHOMAG in Bremen
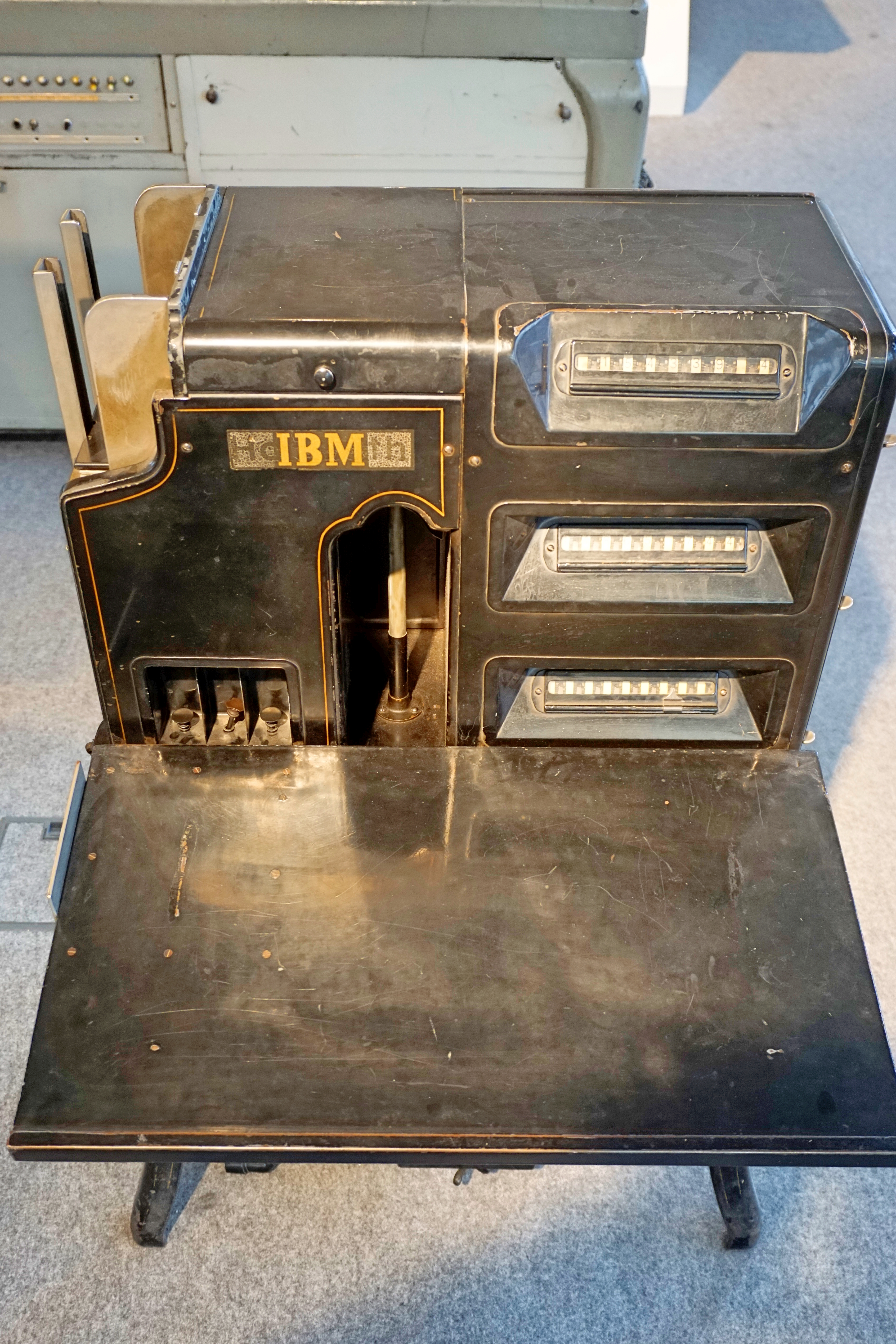
Lochkartenablageregal (um 1925)
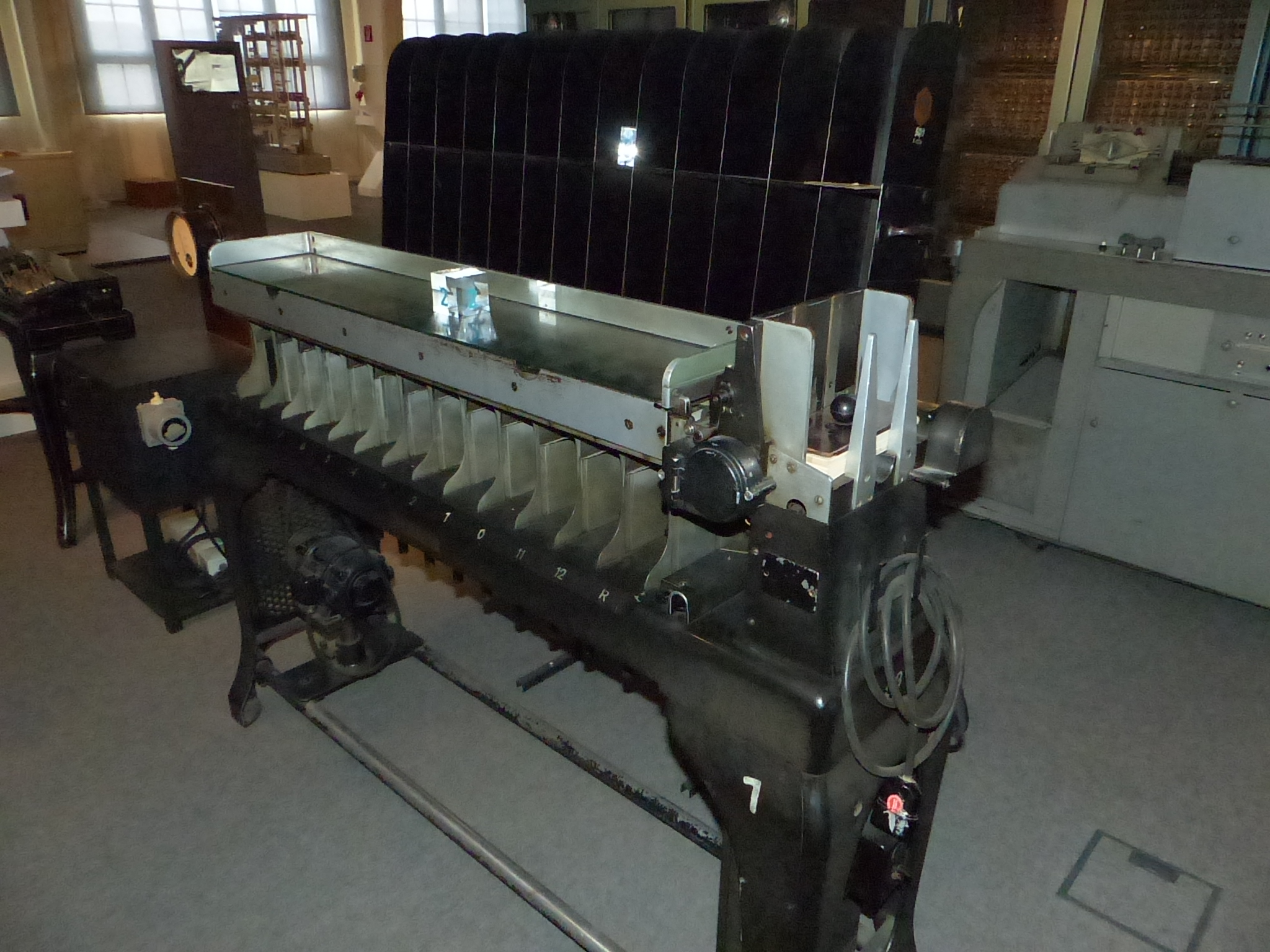
Lochkartensortierer IBM 080 mit Lochkartenablageregal Hollerith (um 1925)
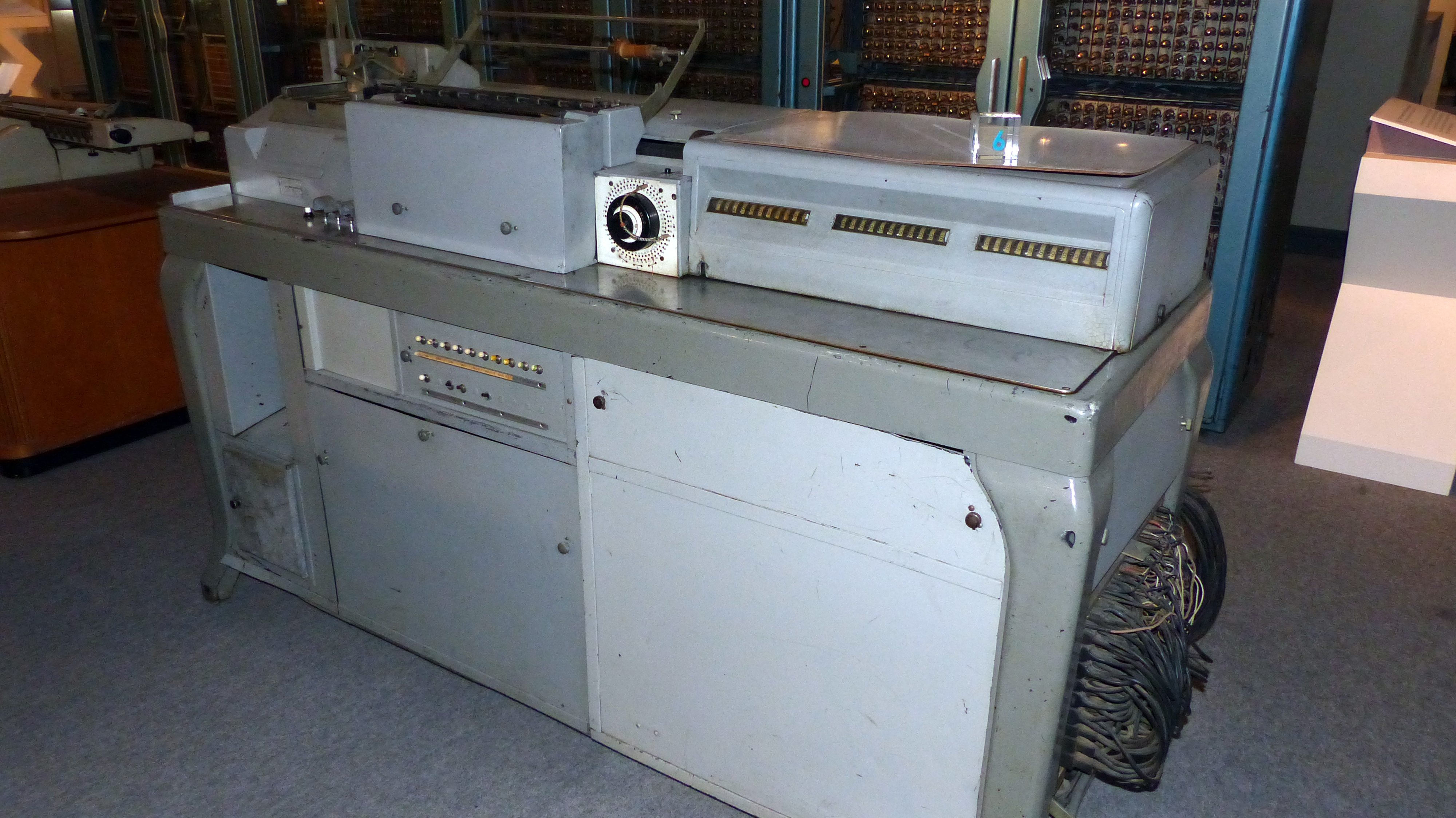
DEHOMAG-Tabelliermaschine D11, 1936–1945, Exponat in den Technischen Sammlungen Dresden

## Zeit des Nationalsozialismus

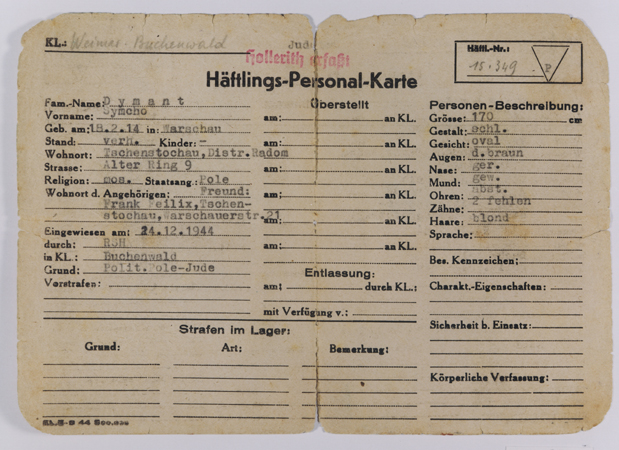
Häftlings-Personal-Karte aus dem KZ Buchenwald mit dem Vermerk „Hollerith erfaßt“

1934 folgte die Fusion der IBM-Tochtergesellschaften Optima Maschinenfabrik AG (Sindelfingen), die Waagen, Locher, Prüfer und Ersatzteile für Lochkartenmaschinen produzierte und der Degemag (Deutsche Geschäfts-Maschinen GmbH), die Kontrollapparate, Uhren und Waagen herstellte, mit der DEHOMAG. Um bei dem nationalsozialistischen Regime den Eindruck eines Unternehmens in deutschem Besitz und nicht unter ausländischer Kontrolle zu machen, wurden neben Heidinger auch die Direktoren Herman Rottke und Hans Hummel an der Gesellschaft beteiligt. Die drei besaßen zusammen 15 Prozent DEHOMAG-Anteile, allerdings durften sie diese nicht an Dritte verkaufen oder übertragen. 1934 wurde unter Anwesenheit prominenter nationalsozialistischer Politiker ein neues Werk an der Lankwitzer Straße 13–17 in Berlin-Lichterfelde eingeweiht.
1939 hatte die Gesellschaft über 2500 Mitarbeiter und zwei Werke in Berlin und Sindelfingen. Durch das Quasi-Monopol waren die Geschäfte der DEHOMAG im Dritten Reich sehr profitabel. Es wurde z. B. im Lohnauftrag die „Großdeutsche Volkszählung“ ausgewertet, bei der auch die „rassische“ Abstammung erhoben wurde. Kunden waren neben den statistischen Ämtern und der Industrie unter anderem die Abteilung für Maschinelles Berichtswesen der Wehrmacht und die SS. Auch die Organisation des Holocausts durch die Nationalsozialisten erfolgte mit Hilfe der durch die IBM-Tochter vermieteten weiterentwickelten Lochkartensortiermaschinen, welche auch in den Konzentrationslagern selbst von Technikern der DEHOMAG gewartet wurden. Ab dem Sommer 1944 fanden sich in fast allen Konzentrations-Hauptlagern eigene sogenannte „Hollerith-Abteilungen“. In diesen Arbeitskommandos mussten KZ-Häftlinge Häftlingsinformationen auf spezielle Karteikarten, die sogenannte »Hollerithvorkartei« übertragen. Die Karte wurden anschließend an das für das Hollerith-Projekt verantwortliche SS-Amt in Berlin geschickt, das unter dem Namen »Maschinelles Zentralinstitut für optimale Menschenerfassung und Auswertung« in der Friedrichstraße firmierte. Dort wurden die Informationen der Karten in Zahlencodes verschlüsselt und auf Hollerithkarten übertragen. Die Karten enthalten deshalb nur durch Zahlencodes verschlüsselbare Informationen wie Häftlingsnummern, Geburtsdaten, Häftlingskategorie, Herkunftsländer und Deportationsdaten aber keine Namen der Häftlinge. Ziel des Projekts sollte es sein, alle „arbeitsfähigen“ Häftlinge mit Hilfe von Hollerith-Tabelliermaschinen zu erfassen, damit ihre Arbeitseinsätze zentral in Berlin angeordnet werden konnten. Das vom SS-Wirtschafts- und Verwaltungshauptamt (WVHA) organisierte Projekt war wenig erfolgreich. Es ist davon auszugehen, dass die Zentralkartei, der jede Änderung mit eigenen Formularen gemeldet werden musste, angesichts der umfangreichen Häftlingsbewegungen und hohen Anzahl an Todesfällen unter den Häftlingen in der Regel kaum aktuelle Informationen enthielt. Wahrscheinlich Anfang Februar 1945 wurde das Projekt wieder eingestellt. Mindestens 148 782 Karteikarten der auch als WVHA-Häftlingskartei bezeichneten „Hollerithvorkartei“ sind erhalten und lagern größtenteils im Bundesarchiv. Von den Lochkarteikarten selber sind keine erhalten.
Bis zur Kriegserklärung des Deutschen Reiches an die Vereinigten Staaten im Dezember 1941 konnten die so erwirtschafteten Gewinne der DEHOMAG als Lizenzabgaben verschleiert an IBM in die Vereinigten Staaten überwiesen oder in Deutschland in Immobilien investiert werden.

## Zweiter Weltkrieg
Nach dem Kriegseintritt der USA kam das Unternehmen als Feindbetrieb unter treuhänderische Zwangsverwaltung. Ein Beratungsausschuss wurde als Aufsichtsrat eingesetzt und die Überschüsse flossen auf ein Treuhandkonto. Der vierköpfige Beraterausschuss bestand aus dem Verwalter Köttgen sowie Kurt Passow, Willy Heidinger und Edmund Veesenmayer. Der Ausschuss arbeitete auch mit der Genfer Europazentrale von IBM oder den Vertretern in anderen Tochterunternehmen zusammen, wie beispielsweise der Compagnie électro-comptable (CEC) in Frankreich. 1943 wurde Hermann B. Fellinger vom Reichswirtschaftsminister als neuer Verwalter eingesetzt. Fellinger entließ Heidinger als Vorsitzenden der Geschäftsführung und installierte ein vierköpfiges Beratergremium als neue Geschäftsleitung. Heidinger starb 1944, Rottke 1945.

## Nachkriegszeit
Nach dem Zweiten Weltkrieg war IBM in Deutschland wieder geschäftlich tätig und verlegte unter anderem die Verwaltung der DEHOMAG von Berlin nach Sindelfingen. Die Produktion des zerstörten Berliner Werkes erfolgte eine Zeit lang weiter in Hechingen. Das Patentbüro von IBM befand sich in der Hechinger Altstadt. Unmittelbar nach dem Krieg gab es Pläne für einen kompletten Umzug nach Hechingen, der allerdings auf Grund von Unstimmigkeiten mit dem damaligen Hechinger Bürgermeister nicht zustande kam. Der Unternehmenswert wurde 1946 mit 56,6 Millionen Reichsmark (bei einem Jahresgewinn von 7,5 Millionen Reichsmark) geschätzt.
Bis 1949 hatte die Gesellschaft auch alle Produktionsstätten und eingefrorenen Gelder zurückerhalten, einschließlich der durch Krieg und Holocaust erzielten Gewinne. Im Mai des Jahres folgte schließlich die Umbenennung in Internationale Büro-Maschinen Gesellschaft mbH (IBM).

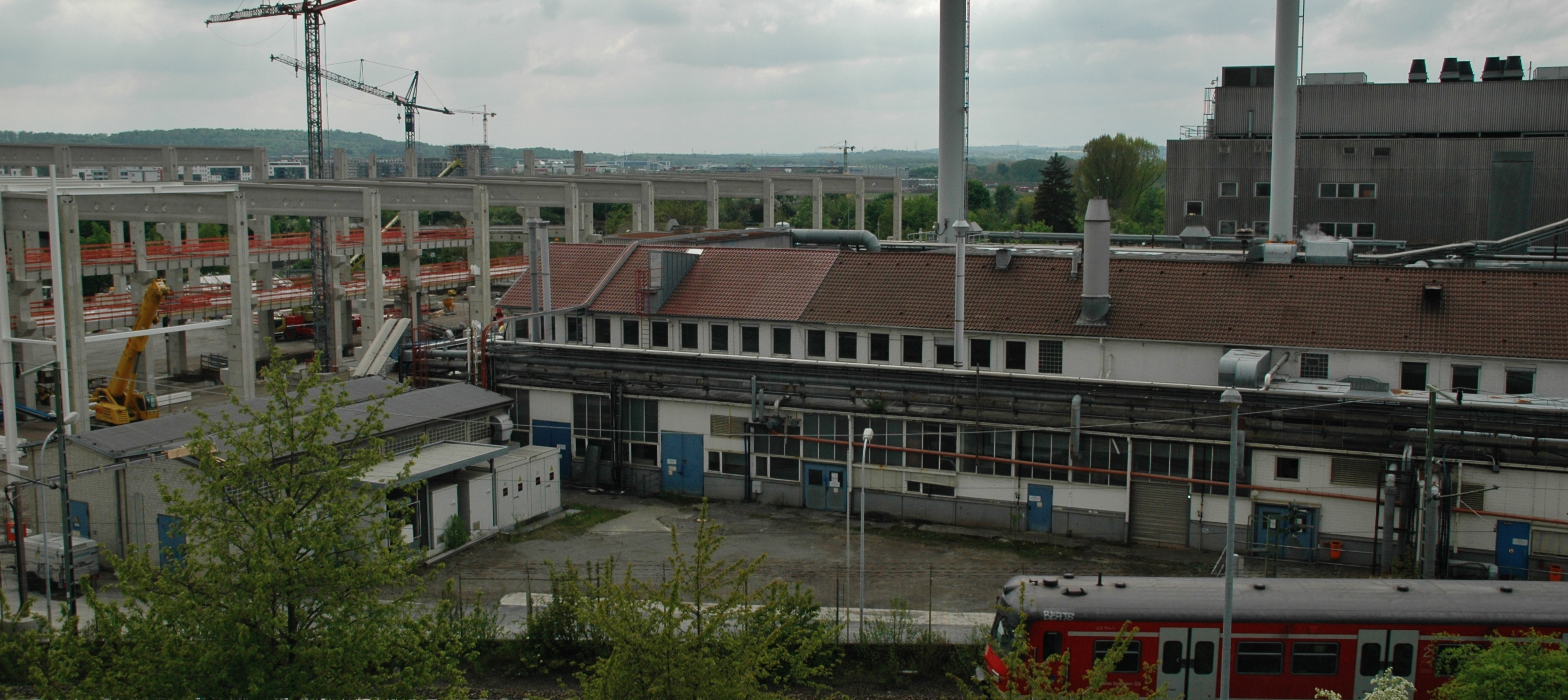
DEHOMAG Hauptverwaltung in Sindelfingen
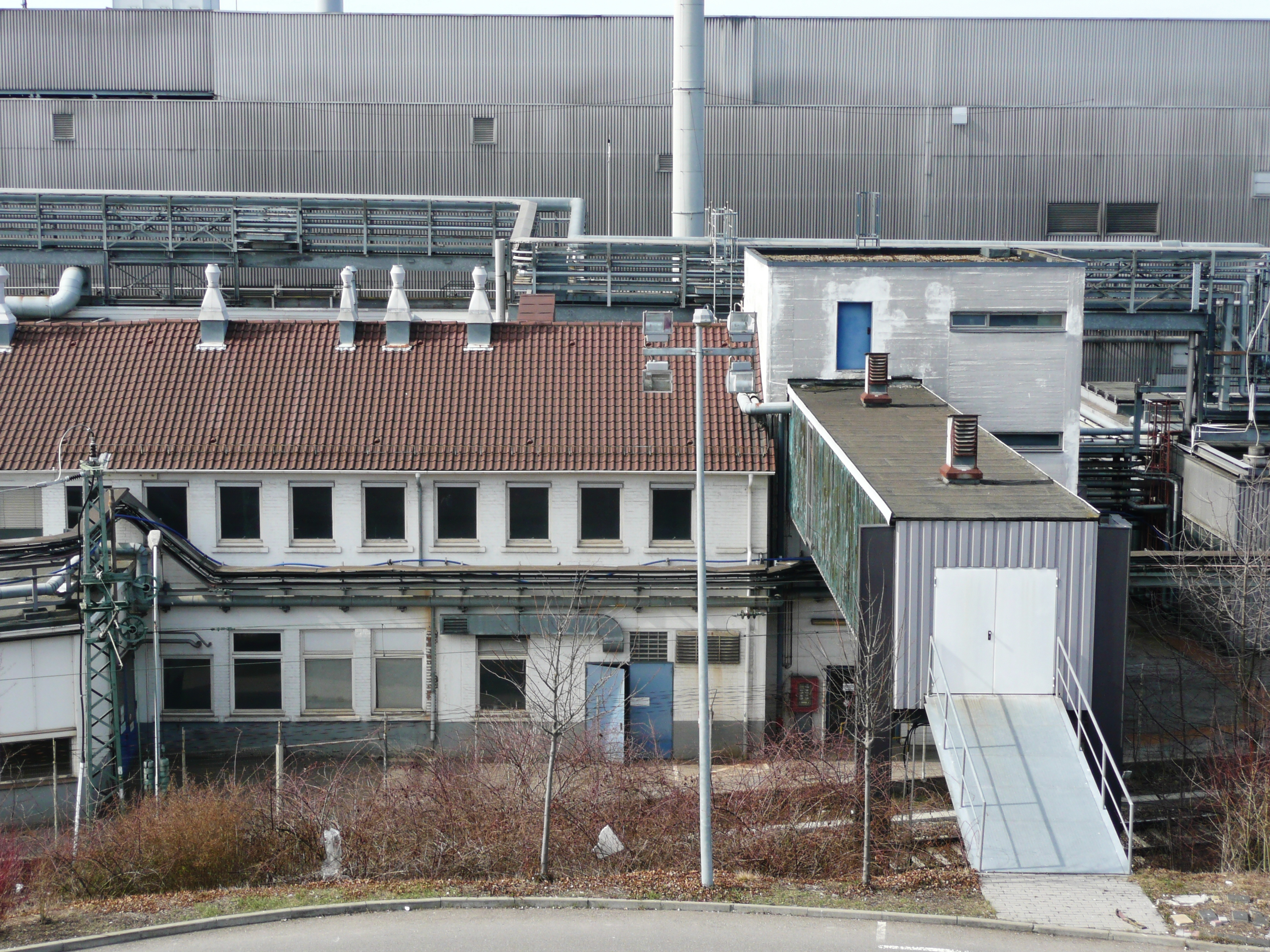
DEHOMAG Hauptverwaltung in Sindelfingen
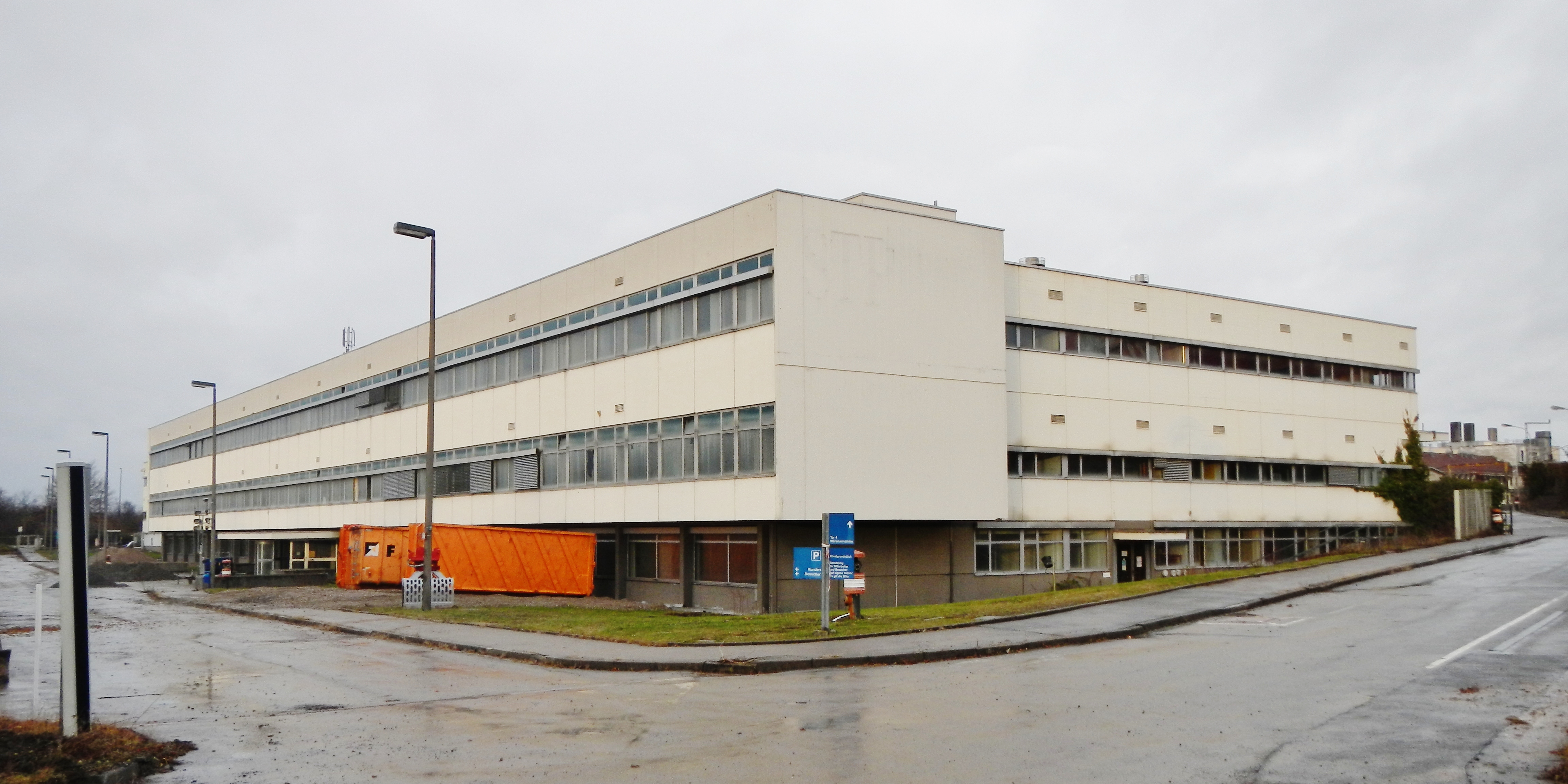
Hauptverwaltung vor dem Abriss 2013
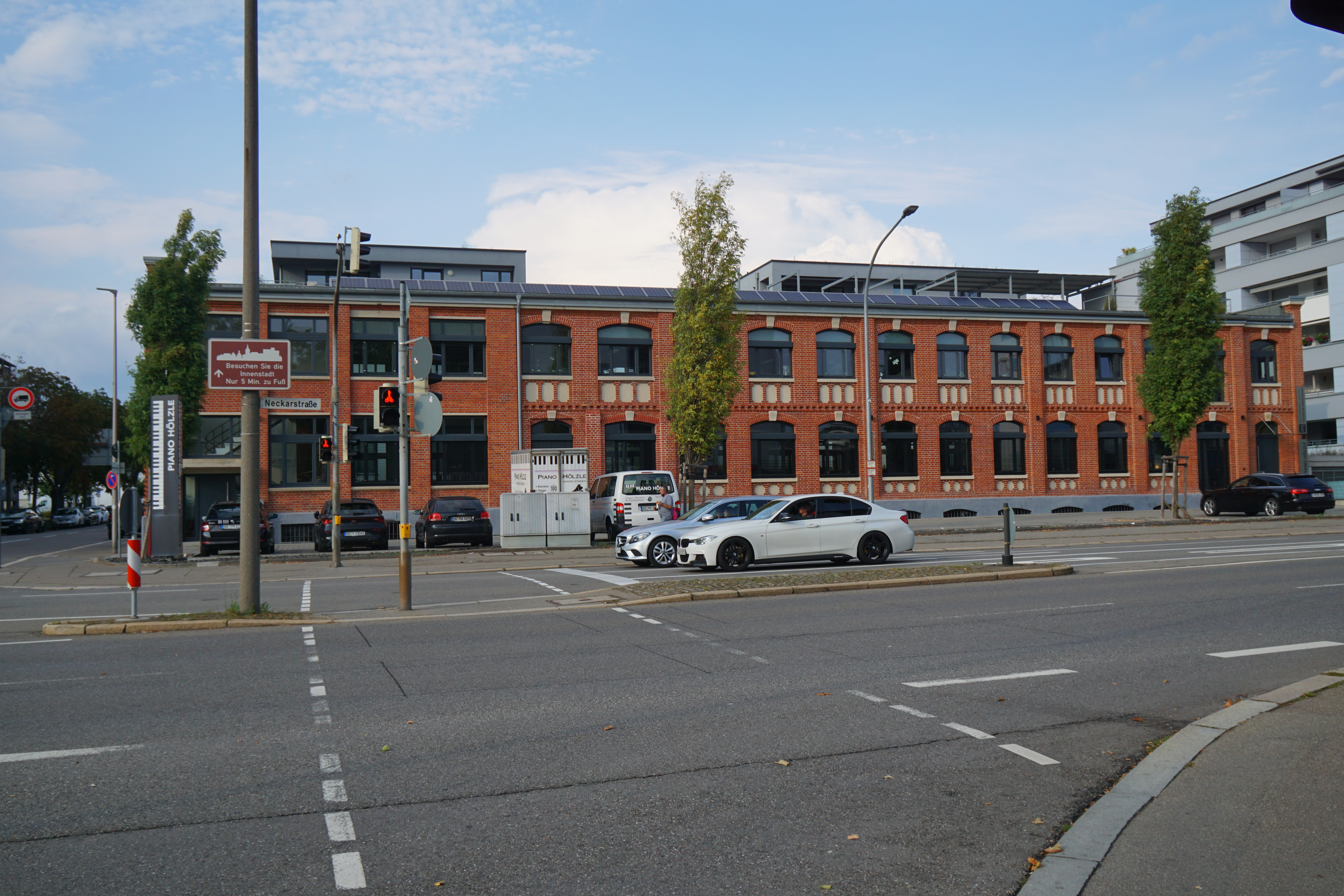
Ehemalige Lochkartendruckerei der DEHOMAG bzw. IBM